# Kneževi Vinogradi

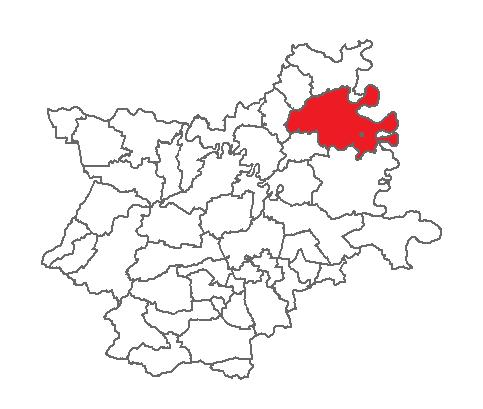

Kneževi Vinogradi (Hongaars: Hercegszöllős; Servisch: Кнежеви Виногради) is een gemeente in de Kroatische provincie Osijek-Baranja in de streek Baranja.
Kneževi Vinogradi telt 5186 inwoners. De oppervlakte bedraagt 183 km², de bevolkingsdichtheid is 28,3 inwoners per km². De gemeente is in Kroatië de meest Hongaarse (zie: Hongaarse minderheid in Kroatië). Ongeveer 38 procent van de bevolking is etnische Hongaar. Tot 1920 behoorde de gemeente tot Hongarije. Sindsdien is het onderdeel geweest van Joegoslavië en sinds de onafhankelijkheid van Kroatië.
De gemeente bestaat uit de volgende kernen:
- Kneževi Vinogradi (Hercegszöllős)
- Jasenovac (Jeszeföld)
- Kamenac (Kő)
- Karanac (Karancs)
- Kotlina (Sepse)
- Mirkovac (Keselyűs)
- Sokolovac (Katalinpuszta)
- Suza (Csúza)
- Zmajevac (Vörösmart)

## Bevolkingssamenstelling
(2001)
- Hongaren (40,9%)
- Kroaten (34,34%)
- Serven (18,43%)
- Duitsers (1,95%)
- Overigen (4,38%)

Steden (gradovi): Osijek · Beli Manastir · Belišće · Donji Miholjac · Đakovo · Našice · Valpovo

Gemeenten (općine): Antunovac · Bilje · Bizovac · Čeminac · Čepin · Darda · Donja Motičina · Draž · Drenje · Đurđenovac · Erdut · Ernestinovo · Feričanci · Gorjani · Jagodnjak · Kneževi Vinogradi · Koška · Levanjska Varoš · Magadenovac · Marijanci · Petlovac · Petrijevci · Podgorač · Podravska Moslavina · Popovac · Punitovci · Satnica Đakovačka · Semeljci · Strizivojna · Šodolovci · Trnava · Viljevo · Viškovci · Vladislavci · Vuka